# Cratere Newton (Luna)
Newton è un cratere lunare di 83,85 km situato nella parte sud-occidentale della faccia visibile della Luna.